# Raúl Cabañero Martínez
Raúl Cabañero Martínez (* 29. August 1981) ist ein spanischer Fußballschiedsrichterassistent.
Seit der Saison 2007/08 ist Cabañero Martínez Schiedsrichterassistent in der Primera División. Bisher war er bereits bei über 320 Ligaspielen im Einsatz.
Seit 2010 steht er als Schiedsrichterassistent auf der Liste der FIFA-Schiedsrichter und leitet internationale Fußballpartien. Seit der Saison 2011/12 leitet er Spiele in der Europa League (41 Einsätze) und in der Champions League (29 Einsätze).
Cabañero Martínez war Schiedsrichterassistent bei der U-17-Europameisterschaft 2011 in Serbien, Assistent von Alberto Undiano Mallenco bei der U-20-Weltmeisterschaft 2013 in der Türkei und Assistent von José María Sánchez Martínez bei der U-20-Weltmeisterschaft 2023 in Argentinien.